# Mesorregión del Este Sergipano
La mesorregión del Este Sergipano es una de las tres  mesorregiones del estado  brasilero de Sergipe. Está formada por siete  microrregiones.

## Microrregiones
- Microrregión de Aracaju
- Microrregión del Baixo Cotinguiba
- Microrregión de Boquim
- Microrregión de Cotinguiba
- Microrregión de Estancia
- Microrregión de Japaratuba
- Microrregión de Propriá

- Datos: Q2224567